# Jacek Perkowski
Jacek Paweł „Perkoz” Perkowski (ur. 2 maja 1964) – polski gitarzysta rockowy.
Od 1992 do 2006 występował w grupie T.Love. Wcześniej grał m.in. w De Mono, Azyl P. oraz współpracował z zespołem Kobranocka. W listopadzie 2005 wydał solową płytę Perkoz, gdzie oprócz skomponowania nowych piosenek, napisał teksty i spróbował sił jako wokalista. Współpracuje również z Alą Boratyn.
W 2022 powrócił do grupy T.Love.